# Astragalus hypoglottis
Astragalus hypoglottis es una  especie de planta herbácea perteneciente a la familia de las leguminosas. Se encuentra en  Europa.

## Descripción
Es una planta herbácea perennifolia de tallos cubiertos por pelos blanquecinos. Las hojas casi no presentan pecíolo. Se dividen en folíolos, los cuales, están en número impar. Las flores se reúnen en densos glomérulos pedunculados, son de color púrpura o violeta, en cuyo cáliz se observan pelos negros. Al madurar, dan lugar a frutos ovoideos que miden 1-1,5 cm, cubiertos de pelos blancos.

## Distribución y hábitat
Es una planta herbácea perennifolia que tiene una distribución por la región del Mediterráneo y se encuentra en los pastizales vivaces no muy secos sobre sustrato calcáreo.

## Taxonomía
Astragalus hypoglottis fue descrita por  Linneo y publicado en Mantissa Plantarum 2: 274–275, en el año 1771.
Etimología
Astragalus: nombre genérico derivado del griego clásico άστράγαλος y luego del Latín astrăgălus aplicado ya en la antigüedad, entre otras cosas, a algunas plantas de la familia Fabaceae, debido a la forma cúbica de sus semillas parecidas a un hueso del pie.
hypoglottis: epíteto
Variedades aceptadas
- Astragalus hypoglottis subsp. gremlii (Burnat) Greuter & Burdet
- Astragalus hypoglottis subsp. hypoglottis L.[5]